# Black Forest Open 2000
Il Black Forest Open 2000 è stato un torneo di tennis facente parte della categoria ATP Challenger Series nell'ambito dell'ATP Challenger Series 2000. Il torneo si è giocato a Freudenstadt in Germania dal 28 agosto al 3 settembre 2000 su campi in terra rossa.

## Vincitori

### Singolare
Michal Tabara ha battuto in finale  Jan Frode Andersen con il punteggio di 6–4, 6–4

### Doppio
Ion Moldovan /  Jurij Ščukin hanno battuto in finale  Julian Knowle /  Jean-Claude Scherrer con il punteggio di 3–6, 6–3, 6–4